# Nephus bielawskii
Nephus bielawskii is een keversoort uit de familie lieveheersbeestjes (Coccinellidae). De wetenschappelijke naam van de soort is voor het eerst geldig gepubliceerd in 1965 door Fürsch.